# Cantonul Boëge
Cantonul Boëge este un canton din arondismentul Thonon-les-Bains, departamentul Haute-Savoie, regiunea Rhône-Alpes, Franța.

## Comune
- Boëge (reședință)
- Bogève
- Burdignin
- Habère-Lullin
- Habère-Poche
- Saint-André-de-Boëge
- Saxel
- Villard